# ایستگاه المپیک ویلیج
ایستگاه المپیک ویلیج (انگلیسی: Olympic Village station) یک ایستگاه زیرزمینی در خط کانادا مترو ونکووراسکای‌ترین (ونکوور) سیستم حمل و نقل سریع مترو است. این ایستگاه در تقاطع خیابان کامبی و خیابان دوم غربی، در مجاورت پل خیابان کامبی در ونکوور، بریتیش کلمبیا، کانادا واقع شده‌است.